# 2人のマジカル・ナイト
『2人のマジカル・ナイト』（ふたりのマジカル・ナイト）は、日本のオリジナルビデオ。東映Vシネマの派生レーベルであり、若年層や女性をターゲットとした新ブランド「東映ヤングVシネマ」の第1弾作品。1991年5月17日リリース。104分。ある脚本家とプロデューサーの夢想する2本の劇中劇をオムニバス形式で描く。

## ストーリー
番組制作会社の新人プロデューサー水谷典子はこれまで13本もの企画をボツにされ、次の企画に自らの進退を賭けていた。典子は昔馴染みの若手脚本家である北上峻にシナリオ執筆を依頼した。折しも当日はクリスマス・イヴ。2人は典子のメモを基に、「夢」にまつわる様々な物語を想像しながら、少しずつ互いの距離を縮めていく。

## スタッフ
- プロデューサー：山下雄大
- 原作：佐藤信（『書かなくてもいい日記』より）
- 監督：牛山真一
- 脚本：山本英史、牛山真一
- 音楽：中谷靖
- 主題歌：「LaPaPa」ザ・シャムロック（ポニーキャニオン）
- 撮影：志賀葉一
- 美術∶近藤成之
- 照明∶隅田浩行
- 録音∶矢野勝久
- 整音∶山田均
- 編集∶佐藤康雄
- 監督補∶山本英史
- 効果∶佐々木英世
- 企画協力∶スタジオ・ハード
- 制作協力∶SEDIC
- 製作：東映ビデオ、協同広告
- 製作協力：HONDA

## キャスト
- 阿部寛
- 松下由樹
- 中村ゆうじ
- 石田太郎
- 斎藤洋介
- ルー大柴
- 寺田農
- 比企理恵
- 磯部弘
- 青島健介
- 東銀之助
- 関根勤
- 鶴見辰吾（友情出演）
- 石橋蓮司